# جشنواره میهم ۲۰۱۵
جشنواره میهم ۲۰۱۵ (انگلیسی: Mayhem Festival 2015) هشتمین جشنواره سالانه میهم بود. اعلام شد که گروه‌های موسیقی اسلیر، کینگ دایموند، هل‌یه و د دویل ورز پرادا سرخط‌های جشنواره خواهند بود، در حالی که وایت‌چپل، تای آرت ایز مردر، جانگل رات و سیستر سین از جمله گروه‌هایی هستند که سایر اجراها را انجام می‌دهند. تاریخ اجرای جشنواره در ۱۳ آوریل ۲۰۱۵ (۲۴ فروردین ۱۳۹۴) به عموم اعلام شد. این آخرین جشنواره میهم بود تا اینکه بازگشت آن به عنوان یک جشنواره یک روزه در اکتبر ۲۰۲۴ اعلام شد.

## جشنواره میهم ۲۰۱۵

### اجرا کنندگان صحنه اصلی
- اسلیر
- کینگ دایموند
- هل‌یه
- د دویل ورز پرادا

### اجرا کنندگان صحنهویکتوری رکوردز
- وایت‌چپل
- تای آرت ایز مردر
- جانگل رات
- سیستر سین
- سورن این
- شترد سان
- فید هر تو د شارکس
- کد اورنج
- کیسینگ کندیس